# Penelope Allen
Penelope Allen (...) è un'attrice statunitense.

## Biografia
Penelope Allen appare in circa 37 film, ma la sua fama la deve in particolare alla pellicola Quel pomeriggio di un giorno da cani, dove interpreta una delle cassiere della banca rapinata da Al Pacino. Protagonista in Three Days of Rain e A Visit from the Sergeant Major with Unintended Consequences, appare anche in piccoli ruoli nei film La sottile linea rossa e Lo spaventapasseri (in cui interpreta l'ex moglie di Al Pacino).

## Filmografia parziale
- Oh, che bella guerra! (Oh! What a Lovely War), regia di Richard Attenborough (1969)
- Lo spaventapasseri (Scarecrow), regia di Jerry Schatzberg (1973)
- Quel pomeriggio di un giorno da cani (Dog Day Afternoon), regia di Sidney Lumet (1975)
- Resurrection, regia di Daniel Petrie (1980)
- La finestra della camera da letto (The Bedroom Window), regia di Curtis Hanson (1987)
- Il cattivo tenente (Bad Lieutenant), regia di Abel Ferrara (1992)
- 3 giorni per la verità (The Crossing Guard), regia di Sean Penn (1995)
- Conflitti di famiglia (The War at Home), regia di Emilio Estevez (1996)
- Riccardo III - Un uomo, un re (Looking for Richard), regia di Al Pacino (1996)
- La sottile linea rossa (The Thin Red Line), regia di Terrence Malick (1998)
- Bugie, baci, bambole & bastardi (Hurlyburly), regia di Anthony Drazan (1998)
- Le cose che so di lei (Things You Can Tell Just by), regia di Rodrigo García (2000)
- A Visit from the Sergeant Major with Unintended Consequences (2000)
- Three Days of Rain (2002)